# Ekonomika Kataru
Katar je monarchií s prvky absolutní a konstituční monarchie. Svou nezávislost získal v roce 1971. V čele státu je emír, který je vždy vybírán z rodu Al-Thani. Emír vykonává exekutivní moc prostřednictvím vlády, kterou sám jmenuje a odvolává.
Katar má k roku 2019 2,7 mil. obyvatel, přičemž hustota obyvatelstva je 125 osob na km2. Je jedním z nejbohatších států na světě – v přepočtu na hlavu (per capita) je HDP země podle Economist Intelligence Unit (EIU) více než 126 tis. USD (2019). Země disponuje 3. největšími zásobami zemního plynu na světě a je jeho největším exportérem. Export plynu směřuje do více než dvou desítek států 4 kontinentů. Katar je rovněž sídlem Gas Exporting Countries Forum (GECF), které slouží koordinci světových cen plynu.

## Ropa a zemní plyn
Země disponuje 3. největšími zásobami zemního plynu na světě a je spolu s Austrálií jeho největším exportérem. Export plynu směřuje do více než dvou desítek států 4 kontinentů. Katar je rovněž sídlem Gas Exporting Countries Forum (GECF), které slouží koordinaci světových cen plynu. Státy s exportem produktů LNG, ropy je sestavena podstatná část tržby vládní pokladny. V případě Kataru tvoří tento výdělek více než 50% státního zisku.
Katar je po Rusku a Íránu 3. na světě v počtu zásob zemního plynu. Vlastní zhruba 25 miliard sudů hrubé nafty a 23,7 biliónů kubických metrů zemního plynu. Je také jedním z hlavních výrobců hnojiva a mezi top 15 zeměmi ve vývozu nafty. Státem vlastněná „Qatar Petroleum“ dohlíží na všechny operace v zemi spojené s naftou, plynem, hnojivy, petrochemikáliemi a mají na starost i mnoho operací v zahraničí.

## Turismus
Země téměř nekonečných finančních možností se otevírá turistům a rozhodně jim má co nabídnout. Od památek dávné historie až po fantastické stavby budoucnosti. Dauhá není už jen přestupním místem pro cesty do dalších exotických zemí, ale stává se plnohodnotnou turistickou destinací, která má co nabídnout lidem, kteří touží po relaxu na pláži i poznávání blízkovýchodní kultury.
Centrum města tvoří futuristické mrakodrapy, které každého upoutají na první pohled. Bohatství pocházející z těžby ropy je zde vidět opravdu na každém kroku. Od luxusních automobilů až po ikonické budovy, které tvoří známé panorama Dauhá. Hned vedle ale můžete navštívit tradiční Souk, který ještě dýchá atmosférou staré doby.
Katar je teď velkým lákadlem i pro fotbalové fanoušky. Mistrovství světa 2022, konané tentokrát na přelomu listopadu a prosince, se blíží a stavba stadionů je tak v plném proudu.

## Základní makroekonomické ukazatele za posledních 5 let
| Rok  | HDP (miliardy USD) | HDP na obyvatele (tisíce USD) | Růst HDP | Inflace  | Vládní dluh (v % HDP) |
| ---- | ------------------ | ----------------------------- | -------- | -------- | --------------------- |
| 2015 | 161,7              | 129,805                       | 3,658%   | -24,338% | 34,9%                 |
| 2016 | 151,7              | 129,805                       | 2,131%   | -8,145%  | 46,5%                 |
| 2017 | 166,9              | 125,159                       | 1,58%    | 8,304%   | 54,0%                 |
| 2018 | 191,4              | 124,529                       | 1,493%   | 12,95%   | 2,2%                  |
| 2019 | 183,5              | 63,200                        | -0,183%  | -3,95%   | 2,6%                  |

## Zahraniční obchod
Zahraniční obchod je významný pro Katar z několika důvodů. Katar významně profituje z exportu zkapalněného zemního plynu, ropy a ropných derivátů, které dlouhodobě tvoří 90% (v roce 2019 to bylo konkrétně 85%) exportů země. V jednotkách procent se pak ze země exportují komodity jako jsou plasty, chemikálie, železo a ocel. Exporty směřují hlavně do Japonska, Koreje, Číny a Singapuru.
Země je závislá na importu téměř všech potravin, neboť trpí nedostatkem úrodné půdy. Do Kataru se importují produkty hlavně z USA, Číny, Japonska, Indie a z evropských zemí je to hlavně Německo, Spojené království a Itálie, které obchodují s Katarem. Pro import jsou finančně významné komodity jako automobily, vrtné a energetická zařízení či letadla.
Je důležité poznamenat, že zahraniční obchod je do značné míry ovlivněn blokádou sousedních zemí Kataru, která začala v roce 2017. Důsledkem ní byl Katar nucen najít nové obchodní cesty a partnerů. Tuto překážku se zemi podařilo úspěšně překonat.
Navzdory zmíněné modernizací zákonů v sféře obchodu, je nepravděpodobné, že vláda moderního Kataru vpustí zahraničních investorů do sfér pro zemi významných - energetika, obranný průmysl, těžba. Ale už teď je patrný příliv zahraničního kapitálu do oblastí služeb a turismu.

## Bankovní sektor

Centrální banka Kataru

Bankovní sektor Kataru se skládá z 17 bank - devět z nich patří do státního vlastnictví. Qatar Central Bank - arabsky: مصرف قطر المركزي - je centrální bankou Kataru a zajišťuje finanční a bankovní stabilitu země a zároveň určuje politiku v této sféře. Katarská centrální banka vznikla v roce 1993.
V Kataru můžeme pozorovat i fungování Islámského bankovnictví. Dokonce tento bankovní sektor v Kataru roste 1,8krát rychleji než konvenční bankovní sektor. Katarská islámská banka vznikla jako první islámská instituce v zemi, momentálně je největší privátní banků v Kataru a vlastní 43% islámského bankovní sektoru země.
Ekonomika v zemi je stále v procesu transformace směrem k modernizaci a dochází k novelizací a liberalizaci investičního zákona či jiných zákonů v sféře bankovnictví a obchodních služeb. Tato modernizace země umožňuje zahraničním bankám působit v Kataru a aktuálně v zemi funguje šest zahraničních bank ze zemí jako je Anglie, Francie ale i Írán, Pákistán či Jordánsko.

## Daňový systém
V Kataru je zavedena daň z příjmu, ale i korporátní daň (daň ze zisku pro korporace), která se pohybuje kolem 10 až 35 %, ale má řadu výjimek, které osvobozují například podniky vzniklé jako příjmy zahraniční investice. Katar poskytuje výhodně podmínky pro zahraniční investice - levný plyn, elektřinu, nájmy, bezcelný vývoz a nulové daně ze zisku po určité schválené období (okolo 5-10 let) a také se nedaní platy cizinců jako fyzických osob.
V Kataru se neplatí DPH, přestože Rada pro spolupráci arabských zemí v Zálivu (GCC) odsouhlasila zavedení DPH v členských zemích ve výši 5 %. V zemi se neplatí silniční daň a není třeba platit ani zdravotní či sociální pojištění. V Kataru se kromě daně na alkohol, slazené nápoje a tabákové výrobky neplatí ani spotřební daně.